# San Gabriel Chilac
San Gabriel Chilac là một đô thị thuộc bang Puebla, México. Năm 2005, dân số của đô thị này là 13386 người.